# Tapout
"Tapout" é uma canção grupo de hip hop Rich Gang composto pelos rappers Birdman, Nicki Minaj, Mack Maine, Lil Wayne e Future. É o primeiro single do álbum de compilação da YMCMB Rich Gang. Produzida por Southside, TM88 e co produzida por Detail, foi lançada em 12 de março de 2013 e disponibilizada digitalmente dia 19 do mesmo mês. A canção alcançou a posição 44 na parada musical Billboard Hot 100 dos Estados Unidos.

## Antecedentes
Birdman confirmou o lançamento da canção em 12 de março de 2013, e foi lançado nesse dia como planejado. A canção estreou na rádio Hot 97 com Funkmaster Flex em 12 de março de 2013. Foi oficialmente lançada em download digital em 19 de março de 2013. A canção estava disponível como digitalmente no Reino Unido em 24 de março, e na França em 25 de março. Em 7 de maio, "Tapout" foi lançado nas rádios Rhythmic contemporary.

## Vídeo musical
Minaj confirmou a gravação de vídeo em 11 de março de 2013, mas não se sabia para qual música. Birdman confirmou em seu Twitter que a gravação do vídeo foi para "Tapout". O clipe foi lançado em 5 de maio de 2013 e contou com participações especiais de Kimora Lee Simmons, DJ Khaled, Bow Wow, Paris Hilton e Christina Milian.

## Desempenho nas paradas musicais

### Posições
| Paradas (2013)                                         | Melhor posição |
| ------------------------------------------------------ | -------------- |
| Bélgica - (Ultratip Wallonia)                          | 37             |
| Estados Unidos - Billboard Hot 100                     | 44             |
| Estados Unidos - Billboard Hot R&B/Hip-Hop Songs       | 10             |
| Estados Unidos - Billboard Rap Songs                   | 8              |
| França - Syndicat National de l'Édition Phonographique | 134            |